# Ted Gaz
Ted Gaz, nome artístico de Fabio Gasparini (São Paulo, 30 de janeiro de 1953), é um multi-instrumentista, produtor musical, empresário e compositor brasileiro. Na década de 1980, foi guitarrista da banda Magazine. Seu nome também é ligado às bandas Sunday, Mona, Scaladacida e Joelho de Porco, entre outras.

## Biografia
Seu primeiro contato com a música foi aos setes anos, quando sua mãe comprou um violão. Aos dez anos lhe comprou sua primeira guitarra e logo formou a banda The Skeletons que se tornaria Os Abrasivos, junto ao baterista e depois cantor Prospero Albanese (Joelho de Porco) e o baixista Gerson Tatini (Moto Perpétuo). 
O nome "Joelho de Porco" foi sugerido por Fabio Gasparini  durante uma apresentação do grupo (que tinha sido então recém criado pelo músico João Paulo de Almeida) em um Festival do colégio Rio Branco (São Paulo) em 1969. O grupo consistia de João Paulo de Almeida (vocais), Fabio Gasparini (guitarra), Gerson Tatini (baixo) e Prospero Albanese (bateria). A banda Joelho de Porco no entanto em sua formação conhecida pelo público surgiu em 1972.
Em 1970 junto a Prospero Albanese e os irmãos Pedro e Albino Infantozzi formou a banda de hard rock Mona.
Já em 1971 se juntou a já existente banda Sunday (banda) que lançara o hit "I'm Gonna Get Married", tema da novela Super Plá na Rede Tupi de Televisão. No mesmo ano a banda Sunday foi convidada para estrelar seu próprio programa de televisão Sunday É Sábado na TV Bandeirantes , dirigido por Brancato Junior e com participação especial do ator e humorista Ankito .
Em 1972 formou a banda Scaladacida junto ao cantor inglês e flautista Ritchie, Sergio Kaffa Sznelwar (baixo e piano) e Azael Rodrigues (bateria e percussão), que durou até meados de 1974.
Após um período dedicado aos estudos nas faculdades FIAM e ECA-USP, além de cursar violoncelo e teoria musical na Fundação das Artes de São Caetano do Sul, Fabio volta à cena musical como produtor na Continental Discos em 1979 onde conhece Kid Vinil e Trinkão que o convidam para participar da banda que viraria a famosa Magazine em 1982. Três meses depois a banda assina contrato com a WEA (atual Warner Music), lançando seu primeiro compacto "Sou Boy" coproduzido por Fabio em março de 1983. O single vira hit nacional e projeta o grupo à fama. Entre outros sucessos da banda se encontram o hit "Tic Tic Nervoso" e o tema de abertura da novela A Gata Comeu da Rede Globo, "Comeu".
Após Kid Vinil deixar a banda para seguir carreira solo a banda Magazine assina contrato com a Continental Discos e lança seu último EP "Solte Meu Nariz"/"Nellie, o Elefante" com participação do cantor e guitarrista Pedrinho Costa. Ao final de 1986 a banda encerra suas atividades para apenas fazer reuniões esporádicas com shows e apresentações de televisão durante a década de 90 e nos anos 2000. Em 2016 o grupo volta à ativa fazendo turnês pelo Brasil até o falecimento de Kid Vinil em 2017.
Após o término da banda Magazine em 1986, Fabio segue como produtor, arranjador e compositor, produzindo músicas de sucesso. Uma das mais conhecidas sendo a versão internacional da música tema de abertura da novela O Clone, "All for Love" interpretado por Michael Bolton e com direção de Hélio Costa Manso. Fabio também é mencionado nos livros "Heróis da Guitarra Brasileira: Literatura Brasileira" de Leandro Solto Maior e Ricardo Schott, "A Divina Comédia dos Mutantes" de Carlos Calado  e é autor do prefácio e personagem do livro fotográfico "A Hora e a Vez" de Leila Lisboa Sznelwar.

## Vida Pessoal
É irmão mais velho do também músico Ricardo Gaspa, ex-integrante da banda Ira!

## Discografia

### Banda Sunday
- 1971 - Sit Down/I've Been A Bad Bad Boy/Children of My Mind/I'm Unhappy In This World AUDIO
- 2000 - Celebration 2000 - DVD

### Banda Magazine
- "Sou Boy"/"Kid Vinil" (1983, WEA/Elektra)
- Magazine (1983, WEA/Elektra)
- Adivinhão/Casa da Mãe (1983, WEA/Elektra)
- "Tic Tic Nervoso"/"Atentado ao Pudor" (1984, WEA/Elektra)
- Glub Glub no Clube"/"Sapatos Azuis" (1985, WEA/Elektra)
- "Comeu"/"Crucial" (faixa instrumental baseada em "Comeu") (1985, WEA/Elektra)
- "Solte Meu Nariz"/"Nellie, o Elefante" (1987, Continental)